# 台鋼雄鷹
台鋼雄鷹是台灣的一支職業棒球隊，隸屬於中華職棒大聯盟，主場位於高雄澄清湖棒球場。此隊由台灣鋼鐵集團組建，該集團已擁有職業籃球P. LEAGUE+臺南台鋼獵鷹，及台灣企業甲級足球聯賽的台南市台灣鋼鐵足球隊。

## 球團法人沿革
- 2022年4月27日－至今：台鋼雄鷹棒球隊股份有限公司。

## 歷年年度口號
- 2023年：雄新壯志
- 2023年（二軍冠軍賽）：鷹勇出擊
- 2024年：I'm IN（鷹）
- 2025年：翅膀硬了！！IM（鷹）PROVE！

## 歷史

### 2022年：老鷹再現，成為第六隊
2022年1月12日，台灣鋼鐵集團拜會中華職業棒球大聯盟，聽取中職會長蔡其昌的加盟簡報。
2月25日，中職發布由台鋼集團成立第六隊。
3月2日，台鋼集團與中職簽署「加盟意向書」，並確認隊名為「台鋼雄鷹」，將主場選定高雄市鳥松區的澄清湖棒球場。且台鋼雄鷹董事長與副董事長職位，由台灣鋼鐵董事長王炯棻、台鋼獵鷹董事長孫正強擔任。領隊由中職前宣推部主任劉東洋出任，球探由林聿文、鄭漢禮擔任。
4月1日，台鋼集團提交「加盟企劃書」。
4月27日，中職召開「常務理事會」，審核台鋼雄鷹成為第六隊議題進行審查投票，最後通過，正式確定成為中職第六隊，主色系為綠色。
5月9日，台鋼雄鷹宣布將在6月13、15日於澄清湖棒球場舉辦「台鋼雄鷹職業棒球隊2022年新人測試會」，並以「武林鷹雄」為號召。
6月8日，中職、台灣鋼鐵集團在台北市萬怡酒店舉辦加盟記者會，並公布隊徽，且為英文字母「T」，象徵「烈火般熱情，鋼鐵意志，綠色大地的永續，雄鷹振翅翱翔，衝向天際」。統籌教練由樂天桃猿一軍前首席教練林振賢擔任。
7月11日，台鋼雄鷹選進30名（包括14名投手、3名捕手、7名內野手、6名外野手），其中隊史首名球員，即為該年選秀狀元平鎮高中游擊手曾子祐。
8月24日，台鋼雄鷹為選秀狀元曾子祐舉行加盟記者會，公布簽約金為570萬元，背號1號，這也是隊史簽下的第一位球員。
9月9日，台鋼雄鷹公布總計簽下32名選手，包含29名正式選手及補進3名自主培訓選手。
12月5日，台鋼雄鷹第1次擴編選秀，選中張喜凱、張肇元、杜家明、洪瑋漢、胡冠俞。

### 2023年：老二奇蹟，一年雙冠
2023年1月16日，宣布由洪一中出任總教練。
1月27日，公布年度口號為「雄新壯志」。
在「2023台灣未來之星棒球邀請賽」，總計進行4場比賽，戰績2勝1敗1和。
7月25日，宣佈成立啦啦隊「WING STARS」，未來進行4階段的甄選。除此之外，亦公開宣告若獲選為正式成員，將獲得保障年薪50萬元以上，為全台首個有公開保障年薪的啦啦隊。
8月10日，與樂天桃猿達成共識，台鋼送出當年選秀狀元林子偉換回樂天王溢正、藍寅倫、翁瑋均及旅外選手王柏融的議約權。
在2023年中職球季，二軍例行賽以40勝35敗4和（勝率0.533）的戰績位居第二，進入冠軍賽，並以「鷹勇出擊」為口號，最終系列賽以3連勝橫掃富邦悍將二軍，拿下隊史首座總冠軍。
11月28日，台鋼雄鷹第2次擴編選秀，選中施子謙、許峻暘、郭俊麟、王躍霖、陳文杰。
12月13日，王柏融正式加盟台鋼雄鷹，貼上最強一塊拚圖，力拚明年一軍賽事。
在2023年亞洲冬季棒球聯盟，例行賽以9勝6敗2和的戰績位居第二，進入四強賽，以5：5逼平中職聯隊，並透過特殊賽制，闖進總冠軍賽，以7：1戰勝日職紅隊，勇奪冠軍。
2023年12月27日，台鋼雄鷹向聯盟提出與統一7-ELEVEn獅交易，台鋼換出投手郭俊麟，換來統一左投江承諺（原名：江辰晏）。
2023年12月28日，台鋼雄鷹正式宣布，已和前樂天桃猿隊野手郭永維簽妥合約。

### 2024年：I'm IN 飛向一軍
2024年1月1日，公布年度口號為「I'm IN（鷹）」；並宣布前樂天桃猿的投手賴鴻誠加盟台鋼雄鷹。
1月4日，公布吉祥物「TAKAO」，源自高雄舊地名、背號07有玄機。
1月17日，在「I'm IN！飛向一軍」成軍記者會，宣布一、二軍教練團陣容，一軍總教練洪一中、二軍總教練林振賢；以及一軍球季的主客場球衣，主場以白色搭配金色、綠色；客場則是以綠色為主要基調，搭配白色和金色線條，代表雄鷹在2024年即將起飛。
2月21日，高苑科技大學正式更名揭牌為「台鋼科技大學」，原校園棒球場將改建為球隊訓練基地，預計於2024年底完工啟用。
4月3日，在台北大巨蛋與中信兄弟的比賽中以4:1拿下隊史首勝。
4月4日，在台北大巨蛋與中信兄弟的比賽中，王柏融面對徐基麟擊出隊史第一發全壘打。
4月5日，在澄清湖棒球場舉辦第一場主場賽事，面對富邦悍將以0:4拿下主場首勝。
5月15日，在樂天桃園棒球場與樂天桃猿的比賽中以5:0贏下勝利，讓洪一中總教練成為中華職棒史上第一位生涯執教勝場1000場的總教練；同天曾子祐也擊出生涯首轟，林家鋐也有生涯首安、首打點、首次盜壘成功的好表現。

### 2025年
2025年1月2日，公布年度口號為「翅膀硬了！！」。

## 歷年戰績

### 例行賽成績
| 年度  | 職棒紀年 | 總教練 | 年排名 | 出賽 | 勝場 | 敗場 | 和局 | 勝率 | 備註                         |
| 2022  | 職棒33年 | 洪一中 | --     | --   | --   | --   | --   | --   | 加入中華職棒                 |
| 2023  | 職棒34年 | 洪一中 | --     | --   | --   | --   | --   | --   | 參與二軍賽事／二軍年度總冠軍 |
| 2024  | 職棒35年 | 洪一中 | 6      | 120  | 49   | 70   | 1    | .412 |                              |
| 共3年 | --       | --     | --     | 120  | 49   | 70   | 1    | .412 | --                           |

## 啦啦隊
- 2023年7月25日宣布啟動成員徵選。
- 2023年10月4日宣布韓國職業運動啦啦隊「國民女神」安芝儇正式加盟[39]
- 2023年12月9日舉辦決選選出13位成員後正式成軍。成員由業餘或職業舞者、宣傳模特兒或展場主持人等合作組合而成。
- 2024年1月15日，舉辦「Wing Stars啦啦隊」亮相記者會，並正式宣布「清純精靈」朴旻曙（Mingo）加入啦啦隊。[40]

## 特殊事蹟
- 職棒34年（2023年）二軍-總冠軍
- 第8屆（2023年）亞洲冬季棒球聯盟-總冠軍

## 外部連結
- 官方网站
- 台鋼雄鷹的Facebook專頁
- 台鋼雄鷹的Instagram帳戶
- 台鋼雄鷹的X（前Twitter）
- YouTube上的台鋼雄鷹頻道
- 台鋼雄鷹在台灣棒球維基館上的頁面（繁體中文）